# 布施砂丘彦
布施 砂丘彦（ふせ さくひこ、1996年-）は、日本の音楽家、コントラバス奏者、ヴィオローネ奏者、音楽批評家。その活動は楽器の演奏や文章の執筆に留まらず、コンサートや音楽祭などの企画やプロデュース、舞台作品の演出なども手掛けている。父は芸術学者の布施英利、兄はアーティストの布施琳太郎。

## 経歴
神奈川県足柄下郡湯河原町出身。東京藝術大学音楽学部器楽科コントラバス専攻を卒業。
大学卒業後はフリーランスのコントラバス奏者として活動するが、演奏会が相次いで中止になり仕事がなくなったコロナ禍で執筆活動を始め、2020年に時評「音楽の態度」で第7回柴田南雄音楽評論賞奨励賞。朝日新聞の連載「for your Collection クラシック音楽（旧・朝日視聴室）」の選者をはじめとして、音楽雑誌レコード芸術などさまざまなメディアに寄稿している。
古楽演奏を行なっており、歴史的なコントラバス、ヴィオローネ、ヴィオラ・ダ・ガンバを演奏している。2021年からはアントネッロおよびバッハ・コレギウム・ジャパンに参加している。
2022年には、神奈川県足柄下郡箱根町で開催された音楽祭「箱根おんがくの森」でアートディレクターを務めた。2023年からは、大阪府箕面市にて箕面市メイプル文化財団が主催する「箕面おんがく批評塾」で塾長を務めている。
ミヒャエル・ハイドンの普及に務めており、2021年からその作品の本邦初演などを手掛けてきた。2024年には東京藝術大学の主催で音楽舞台劇《ティトゥス・ウコンドン、不屈のキリスト教徒》の250年越しの上演の企画・演出を務めたほか、NHKのラジオ番組「NHK Classic Fes.2024」で室内楽作品を演奏した。
2025年より、東京芸術劇場クリエイター支援プロジェクトTMTギアのアート・クリエイターに就任。

## 主な公演
本項目の主要出典
2020年
- 「終わりなき終わり」を「変容」する（森下文化センター）[12]

2021年
- 歌を捨てよ 分断を歌おう（BUoY）
- 酒に溺れた男の音楽劇《ヴェルグルのバス弾き》（BUoY）[13]

2022年
- いつ明けるともしれない夜また夜を（BUoY）[14]
- 箱根の森の『兵士の物語』（箱根湖尻アートヴィレッジ）[15][16]
- 「文体練習」－チェロとダンスによる－（トーキョーコンサーツ・ラボ）[17]

2023年
- 忘れちまったかなしみに（BUoY）[18]

2024年
- 西洋音楽が見た日本（東京藝術大学奏楽堂）[19][20]

2025年
- いつ明けるともしれない夜また夜を 大阪Ver.（箕面市立メイプルホール）[21]
- 美しき新宿花園の娘（王城ビル）[22]

## 主な出演番組
- リサイタル・パッシオ（NHKFM）
- クラシック音楽館（NHK教育テレビジョン）
- 題名のない音楽会（テレビ朝日）